# Adolphe Jadin
Pour les articles homonymes, voir Jadin.
Adolphe Jadin (Paris, 3 mai 1794 - L'Isle-Adam, 1er novembre 1867) est un Journaliste, chansonnier, librettiste et auteur dramatique français, fils de Louis Emmanuel Jadin et frère de Louis Godefroy Jadin.

## Biographie
Garde du corps de Louis XVIII puis de Charles X, capitaine de cavalerie, ses pièces furent représentées sur les plus grandes scènes parisiennes du XIXe siècle : Théâtre de la Porte Saint-Antoine, Théâtre de l'Ambigu-Comique, Théâtre national de l'Opéra-Comique, Théâtre des Nouveautés etc.

## Œuvres
- Serment français, 1814
- Fanfan et Colas, ou les Frères de lait, opéra-comique, 1823
- Ronde en l'honneur du sacre de Charles dix, musique de L. Jadin, 1825
- Le Pari, vaudeville en 1 acte, avec Théodore Anne, 1826
- Le Vieux Marin, ou Une campagne imaginaire, vaudeville en 2 actes, avec Théodore Anne et Emmanuel Théaulon, 1829
- Quoniam, comédie vaudeville en 2 actes, 1830
- Le Carnaval et les Arrêts, ou la Famille impromptu, folie-vaudeville en 1 acte, 1831
- Souvenirs de France et d'Écosse', 1832
- L'Amour et l'Homéopathie, vaudeville en 2 actes, avec Henri de Tully, 1836
- Auprès de toi toute ma vie !, nocturne à 2 voix, musique de Louis Jadin, non daté
- La Fête du roi !, musique de L. Jadin, non daté
- La Fille du pauvre, romance, musique de Auguste Andrade, non daté
- Fuyez cette Beauté cruelle !, romance, musique de L. Jadin, non daté
- Gentille Adèle !, chanson, musique de L. Jadin, non daté
- Trois Nocturnes à 2 voix, musique de L. Jadin, non daté
- Album lyrique composé de douze romances, chansonnettes & nocturnes, orné de douze lithographies de Jules David, non daté